# Paragus femoratus
Paragus femoratus är en tvåvingeart som beskrevs av Kohli, Kapoor och Gupta 1988. Paragus femoratus ingår i släktet stäppblomflugor, och familjen blomflugor. Inga underarter finns listade i Catalogue of Life.